# 라인하르트 아이벤
라인하르트 아이벤(독일어: Reinhard Eiben, 1951년 12월 4일~)은 동독의 카누 선수이다. 1972년 하계 올림픽에서 남자 슬라럼 C-1 부문 금메달을 획득하면서 해당 종목 최초의 올림픽 금메달리스트가 되었다.